# Оганесян, Дарчо Оганесович
Дарчо́ Огане́сович Оганеся́н (арм. Դարչո Հովհաննեսի Հովհաննիսյան; 1912—1983) — армянский советский партийный и государственный деятель. Первый секретарь Шаумяновского (1949—1961), Абовянского (1961—1962) и Эчмиадзинского райкомов Коммунистической партии Армении (1962—1968). Герой Социалистического Труда (1953). Член Центрального комитета КП Армении (с 1954). Депутат Верховного Совета Армянской ССР III—VIII созывов.

## Биография
Дарчо Оганесович Оганесян родился 10 мая 1912 года в селе Джаджур Эриванской губернии Российской империи (ныне в Ширакской области Республики Армения), в семье железнодорожного рабочего.
По окончании семилетней железнодорожной школы, в конце 1926 года Дарчо Оганесян поступил в школу фабрично-заводского ученичества (ФЗУ) при Ленинаканской железной дороге как ученик паровозного токаря. В 1929 году, окончив школу, он устроился на работу токарем в Ленинаканское паровозное депо, а в 1930 году перевёлся в Ереванское паровозное депо. В 1931 году за добросовестный труд был награждён орденом Трудового Красного Знамени Армянской ССР. В том же году Оганесян вступил в ряды ВКП(б)/КПСС.
В Ереванском депо Оганесян проработал до 1932 года. В 1933-м для получения высшего образования он был направлен в Всесоюзный коммунистический сельскохозяйственный университет имени Сталина в Ленинграде. По окончании университета Оганесян вернулся в Ереван и был назначен на должность инструктора ЦК ЛКСМ Армении, после чего — инструктора политотдела 6-го отделения Закавказской железной дороги.
В 1937 году Оганесян перешёл на ответственную работу в ЦК ЛКСМ Армении. В 1939 году он стал первым секретарём Ереванского горкома ЛКСМ Армении. Проявив себя с лучшей стороны на комсомольской работе, в 1941 году был переведён на работу в Компартии Армении и назначен на должность инструктора её Центрального комитета. В 1942—1948 годах Оганесян занимал должности руководителя политотдела машинно-тракторной станции (МТС) Бериевского района Армянской ССР, после чего — секретаря Бериевского райкома ЦК КП Армении. Одновременно он учился на историческом факультете Армянского государственного педагогического института имени Хачатура Абовяна и в Высшей партийной школе при ЦК КПСС, которые окончил в 1948 году. В 1948—1949 годах Оганесян был ответственным организатором в ЦК КП Армении, а в 1949 году назначен первым секретарём Бериевского (с 1953 года — Шаумяновского) райкома ЦК КП Армении.
Новообразованный в тот период Шаумяновский район Армении не был благополучным. Его территория располагалась на целинных землях, он был заселён рабочими, переехавшими из горных областей республики и репатриантами, которые не имели опыта выращивания сельскохозяйственных культур и не были знакомы с климатическими условиями местности. В результате организационной работы под руководством Дарчо Оганесяна, райкому партии удалось улучшить ситуацию. В течение нескольких лет для колхозов района была создана необходимая инфраструктура, механизированы наиболее трудоёмкие процессы, организована устойчивая кормовая база для ведения животноводства. За два года район продемонстрировал значительный рост в выполнении намеченного плана сдачи государству продуктов этой сферы сельского хозяйства.
Указом Президиума Верховного Совета СССР от 16 октября 1953 года за достижение высоких показателей в животноводстве в 1951 году при выполнении в целом по району плана сдачи государству продуктов сельского хозяйства по обязательным поставкам, контрактации, натуроплаты за работу МТС и перевыполнение годового плана прироста поголовья по каждому виду скота и птицы не менее 30 процентов, перевыполнение в целом по району плановых заданий по надою молока на 35 процентов, настригу шерсти на 17 процентов, нагулу и откорму скота на 46 процентов Дарчо Оганесовичу Оганесяну было присвоено звание Героя Социалистического Труда с вручением ордена Ленина и золотой медали «Серп и Молот».
В 1954 году Дарчо Оганесян стал членом ЦК КП Армении. На должности первого секретаря Шаумяновского райкома ЦК КП Армении Оганесян оставался до 1961 года. В 1961—1962 годах он был первым секретарём Абовянского, а в 1962—1968 годах — Эчмиадзинского райкомов ЦК КП Армении. В 1968 году был назначен на должность председателя государственного комитета по производству хлебозаготовок и комбикорма, в 1970 году — председателя государственного комитета по принятию и размещению возвращающихся из заграницы армян при Совете Министров Армянской ССР.
Дарчо Оганесович Оганесян был делегатом X—XXVI съездов КП Армении. Он избирался депутатом Верховного Совета Армянской ССР III—VIII созывов сначала от Атабекянского № 205 и Шаумянского № 132 избирательных округов города Эчмиадзина, после чего — от Ширакского избирательного округа № 83 города Еревана. Был членом комиссии по сельскому хозяйству Верховного Совета Армянской ССР, после чего — комиссии по здравоохранению, социальному обеспечению и физической культуре Верховного Совета Армянской ССР.
Дарчо Оганесович Оганесян скончался в 1983 году в Ереване. Похоронен на Нубарашенском кладбище в Ереване.

## Награды
- Герой Социалистического Труда (Указ Президиума Верховного Совета СССР от 16 октября 1953 года, орден Ленина и медаль «Серп и Молот») — за достижение высоких показателей в животноводстве в 1951 году[11][12].
- Орден Трудового Красного Знамени Армянской ССР (1931)[6].
- Орден «Знак Почёта»[3].